# Movimento per il Cambiamento Democratico
Il Movimento per il Cambiamento Democratico  è un partito politico di centro-sinistra dello Zimbabwe. è stato il maggior partito di opposizione durante le elezioni del 2023. Nel 2005 si suddivise in MCD-T (Movimento per il Cambiamento Democratico Tsvangirai) e MCD-N (Movimento per il Cambiamento Democratico-Ncube).

## Storia

### Fondazione
Il MDC è nato nel 1999 per raccogliere gli oppositori del governo della ZANU-PF di Robert Mugabe e per organizzare i sostenitori del "NO" al Referendum costituzionale voluto da Mugabe stesso nel 2000 per concedergli pieni poteri costituzionali. L'affluenza alle urne per il referendum fu particolarmente bassa. Il MDC, molto presente nelle zone urbane, mobilitando al massimo i propri sostenitori, riuscì far prevalere il NO con il 56% dei voti. (Il dato fu particolarmente inaspettato perché alle elezioni generali di appena quattro anni prima Mugabe aveva ottenuto il 92% dei voti e ai precedenti l'83%. L'opposizione era, inoltre, particolarmente divisa e frammentata all'epoca (nel 1996) quindi, il risultato della vittoria dello ZANU-PF scioccò gli stessi democratici.) Il risultato del referendum fu un ottimo viatico per le elezioni legislative dello stesso anno. Il MDC, infatti, ottenne il 47% dei voti e 57 seggi. Lo ZANU-PF crollò dall'81,4% al 48,6%, dei voti riuscendo, però, a conseguire comunque 60 seggi. Le successive elezioni presidenziali videro il leader del MDC, Morgan Tsvangirai, sconfitto con il 42% dei voti. Il dato, comunque, risultò il migliore che un candidato dell'opposizione avesse raggiunto in Zimbabwe, ma soprattutto dimostrava che il risultato del 2000 non era semplicemente un fatto estemporaneo. Alle elezioni politiche del 2005, però, il MDC scese al 39% dei consensi e ottenne 41 seggi, contro i 78 dello ZANU-PF. Il dato dell'MDC fu anche il frutto della decisione di una fazione dello ZANU-PF di boicottare le elezioni. 

### elezioni del 2008
A quelle del 2008 le due fazioni, guidate la maggioritaria da Tsvangirai e la minoritaria da Arthur Mutambara, si presentarono ad entrambe alle elezioni, ma con candidati autonomi. I due gruppi ottennero complessivamente il 51,6% dei consensi ed elessero 110 deputati su 210, relegando, così, la ZANU-PF per la prima volta dal 1980, in un ruolo minoritario. Le contemporanee elezioni presidenziali videro il prevalere al primo turno di Tsvangirai con il 47,9% dei voti. Mugabe, fermo al 43%, venne accusato di brogli elettorali e repressioni politiche contro il MDC, tanto che in un primo momento sembrò volersi ritirare. Il presidente, però avviò una vera e propria campagna di violenze e repressioni ai danni dei militanti dell'MDC, tanto che Tsvangirai, pur di evitare che le violenze proseguissero, preferì lasciare il Paese. Mugabe, ormai senza rivali, ottenne l'83% dei voti al ballottaggio.

### Post 2008
Nel 2009 per l'MDC, però, accade un fatto positivo: Tsvangirai è eletto alla carica di Primo Ministro dello Zimbabwe, potere che manterrà fino al 2013, anno in cui Mugabe abolì definitivamente tale carica. Negli anni a venire Tsvangirai si impegnerà strenuamente per porre fine (in modo assolutamente pacifico) al regime del dittatore. Lo stesso Tsvangirai è stato arrestato e picchiato nel 2000, 2003 e nel 2007. Allo stesso tempo, però, questo partito si guadagnerà il sostegno di moltissime nazioni. Alle elezioni del 2013 Tsvangirai perse al primo turno (sempre contro Mugabe) con il 34,37% dei voti.
Il 14 febbraio 2018 Morgan Tsvangirai muore a Johannesburg per cancro al colon a 65 anni. Gli successe, alla guida del partito, Nelson Chamisa. Alle elezioni del 2018 l'MDC perse nuovamente, questa volta contro Emmerson Mnangagwa, il presidente portato al potere durante il colpo di Stato del 2017.
Nel 2021 Nelson Chamisa lascia il partito e viene sostituito da Douglas Mwonzora; la formazione partecipa alle elezioni presidenziali del 2023 senza successo, inoltre non ottiene nessun seggio nel Parlamento.

## Risultati elettorali
| Elezione      | Voti      | %     | Seggi    |
| ------------- | --------- | ----- | -------- |
| Generali 2008 | 1.035.824 | 43,04 | 24 / 93  |
| Generali 2013 | 1.027.412 | 30,29 | 49 / 210 |
| Generali 2018 | 1.624.875 | 34,34 | 88 / 270 |
| Generali 2023 | 15.307    | 0,34  | 0 / 280  |
| 1.            |           |       |          |